# ジョージ・エドワード・アンソン
ジョージ・エドワード・アンソン（英: George Edward Anson CB、1812年5月14日 - 1849年）は、イギリスの廷臣。首相メルバーン子爵、アルバート公（女王ヴィクトリアの王配）の秘書官、ヴィクトリアの女王手許金会計長官を歴任した。

## 生涯
聖職者フレデリック・アンソンの次男として生まれた。父フレデリックはチェスター主教を務めた聖職者で、長兄に初代アンソン子爵トマス・アンソンがいる。
1835年、アンソンは23歳のとき、大蔵省下級書記官（Junior Clerk in the Treasury）の官職に就いた。
翌年、第2代メルバーン子爵ウィリアム・ラム（首相、ホイッグの政治家）の秘書官に就任した。

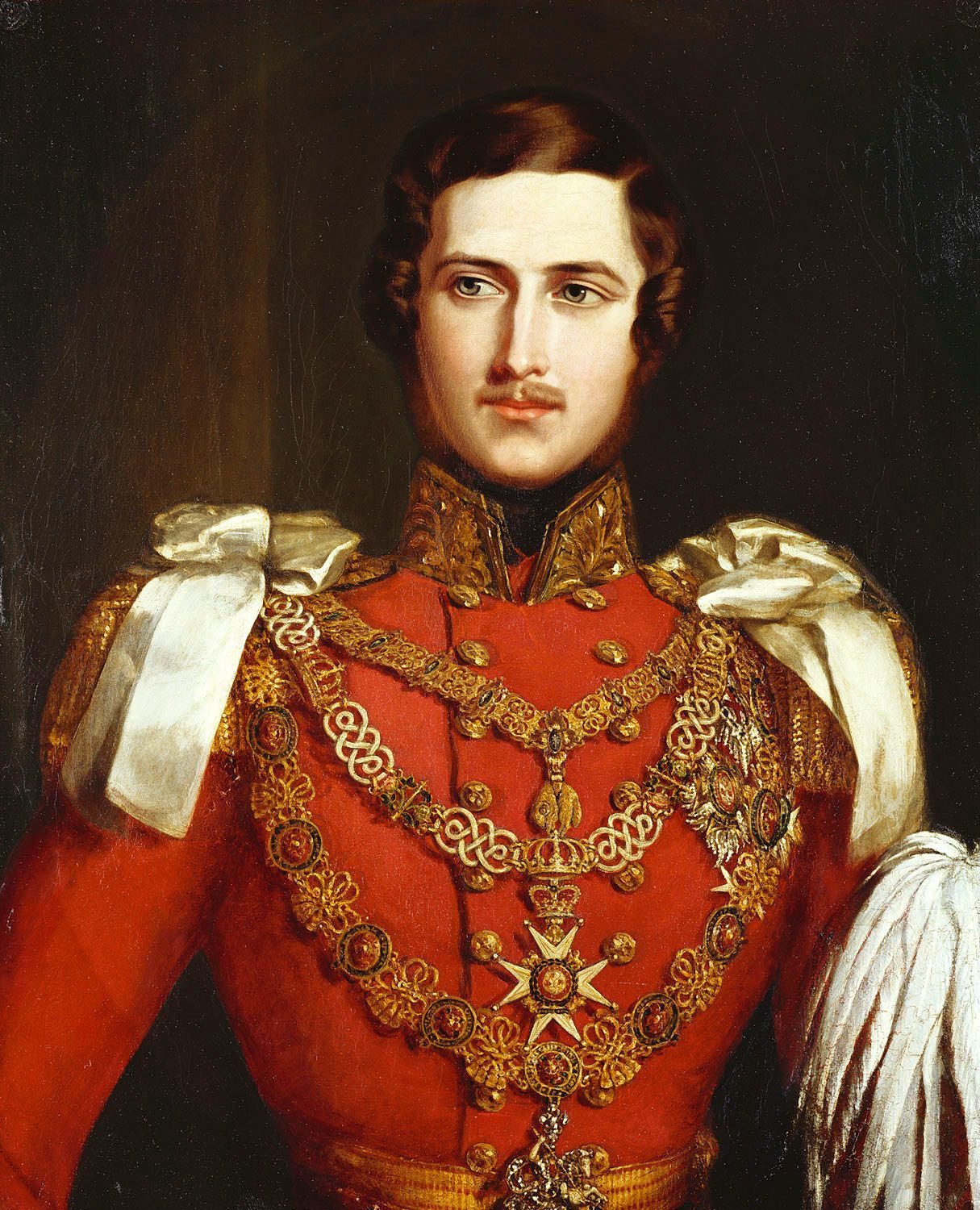
アンソンが秘書官として仕えたアルバート公

1839年、イギリス女王ヴィクトリアはアルバート公子（ドイツ中部ザクセン＝コーブルク＝ゴータ家出身）と婚約した。ただアルバート公は言葉も習慣も違うイギリスでの新生活に不安を感じ、ヴィクトリアにも相談していた。そこで首相のメルバーン子爵はヴィクトリアにアルバート公の私設秘書官をもうけてはどうかと進言し、自身の息のかかった秘書官アンソンを候補に推した。アルバート公は抗議したものの、最終的にはアンソンを受け入れるしかなかった。スタートは良好とは言い難かった二人だが、アンソンは真摯にアルバート公に政治のいろはを指導し、やがて二人は信頼関係を築いていくこととなる。その秘書官在任中、アンソンはアルバート公の政治的な役割の少なさに失望していたという。
1841年8月、アンソンと縁の深いメルバーン子爵内閣が内閣総辞職することとなった。政権交代を前にしたメルバーン子爵は、アルバート公子を仲介役として保守党党首サー・ロバート・ピールと交渉することに決めた。仲介を頼まれたアルバート公子は、アンソンを通じてメルバーン子爵とピールを引き合わせ、両党党首が女官人事について合意できたことで、寝室女官事件の二の舞を踏まずスムーズな政権交代につながった。
またアルバート公がルイーゼ・レーツェン（女王のガヴァネス）の解任を主導した際、アンソンは公子や女王侍医シュトクッマーとともに女王の説得にあたっている
1846年暮れ、ヴィクトリアの女王手許金会計長官に昇進することが決まり、このタイミングでアルバート公の秘書官を退いた。公子の後任秘書官にはチャールズ・フィップス（ノーマンビー侯爵家のヤンガーソン）が就いている。
1849年、アンソンは37歳で急逝した。アルバート公はアンソンの死に大きなショックを受け、「彼は私にとって唯一の親友だった」という言葉を残している。